# Emily Harper
Pour les articles homonymes, voir Harper.
Emily Harper, est une actrice américaine née le 16 février 1978 à Cincinnati dans l'Ohio.

## Filmographie
- 2005-2008 : Passions : Fancy Crane Lopez-Fitzgerald (434 épisodes)